# 경익운수
경익운수(慶益運輸)는 대전광역시의 시내버스 운송 업체로 본사는 대전광역시 유성구 계백로801번길 31 (진잠동)에 있다.

## 역사
- 1970년: 관광전세버스 업체 대륙관광 설립
- 1973년: 시외버스 업체 충청여객을 인수
- 1973년 10월 6일: 대전시내버스 운송 사업 개시
- 1977년: 전세버스 14대를 동선관광으로 분리 독립
- 1978년: 시외버스 사업을 정리하고 현재의 사명으로 변경
- 1980년: 동건운수 분리 독립, 시내버스 15대 양도
- 1982년: 교통부장관 안전관리우수 표창
- 1983년: 대통령표창 모범납세 산업포장 및 노동부장관 모범노사협조 표창, 교통부장관 우수업체 지정
- 1983년: 대전 최초로 좌석버스 운행 개시
- 1992년: 대전 최초로 자동변속기 적용 버스 운행 개시
- 2013년 12월: 계룡시 시내버스 사업자로 선정, 충청남도 면허의 자회사 경익버스 설립
- 2018년 10월: 전기버스 운행 시작(급행1번)

## 운행 노선
- ● 급행1번: 원내공영차고지 ~ 신안동
- ● 급행3번: 원내공영차고지 ~ 대전컨벤션센터
- ● 11번: 수통골 ~ 목원대학교
- ● 21번: 서남부터미널 ~ 대둔산수락계곡
- ● 22번: 서남부터미널 ~ 장안동
- ● 23번: 서남부터미널 ~ 원정동(무도리)
- ● 24번: 서남부터미널 ~ 우명동
- ● 25번: 서남부터미널 ~ 봉곡동
- ● 26번: 서남부터미널 ~ 평촌동
- ● 46번: 서남부터미널 ~ 송정동
- ● 114번: 원내동공영차고지 ~ 노은3지구
- ● 202번: 대전역동광장 ~ 신도안면(한일버스와 공동운행)
- ● 211번: 화물터미널 ~ 정부청사역
- ● 216번: 원내동공영차고지 ~ 대전시청(배재대, 대전과학기술대 경유)
- ● 318번: 오월드 ~ 대덕대학교(금남교통, 산호교통과 공동운행)
- ● 704번: 구암역 ~ 보훈병원(동건운수와 공동운행)

## 보유 차량

#### 우진산전
- 우진산전 아폴로 1100
- 우진산전 아폴로 900

#### 현대자동차
- 현대 그린시티
- 현대 뉴 슈퍼 에어로시티
- 현대 저상 뉴 슈퍼 에어로시티

#### MAN
- MAN 라이온스 시티

## 갤러리

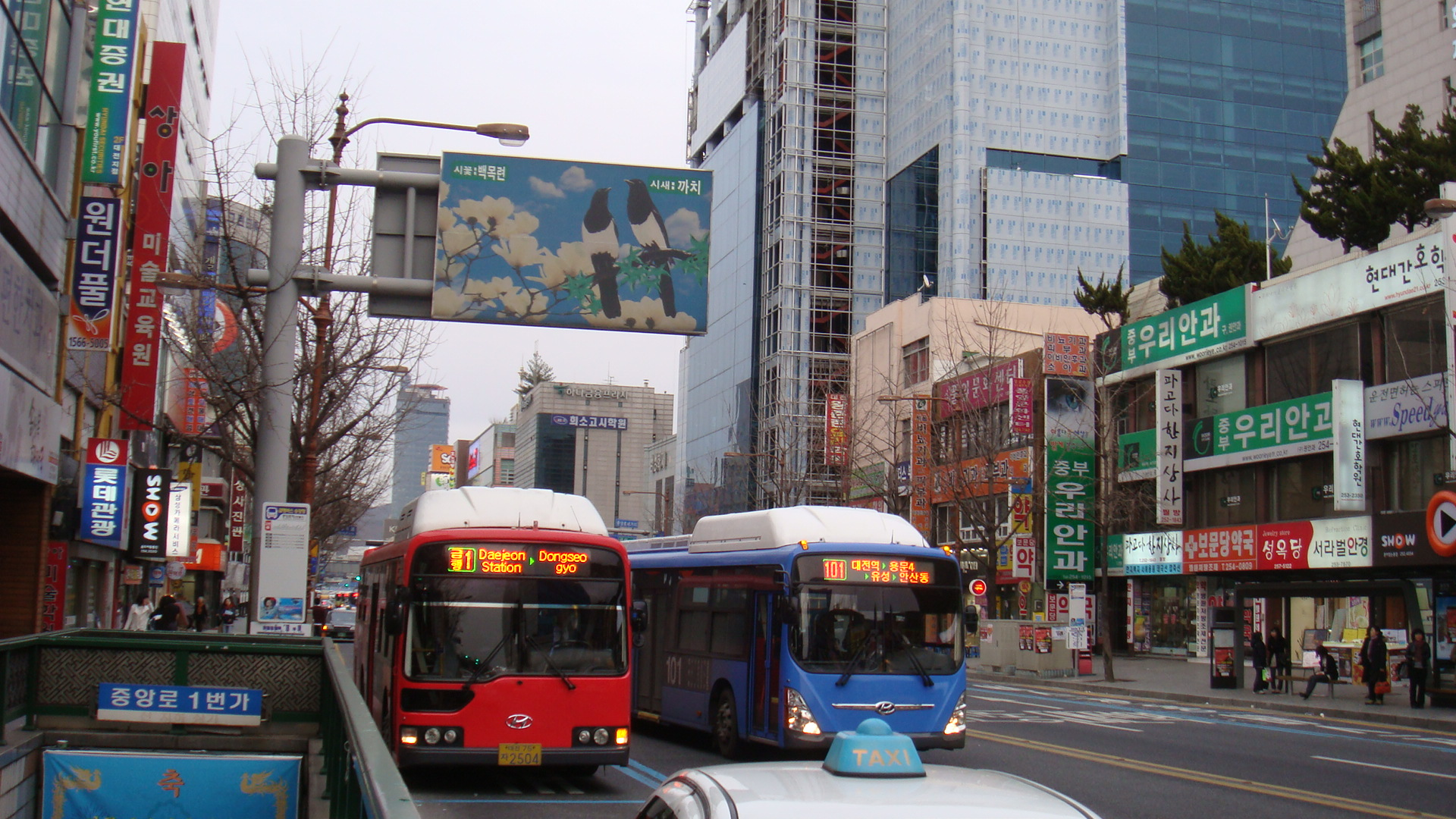
급행 1번
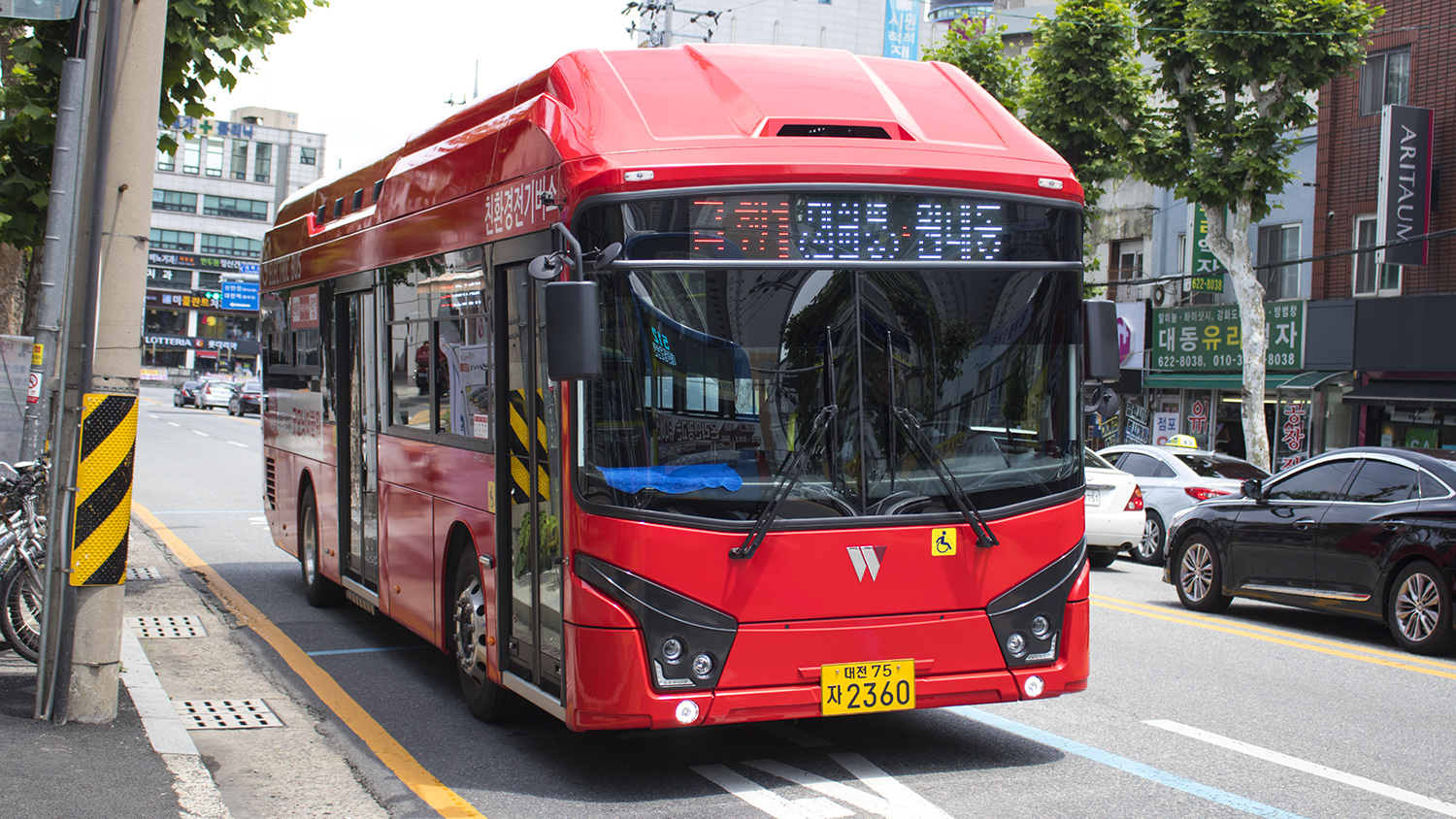
급행 1번
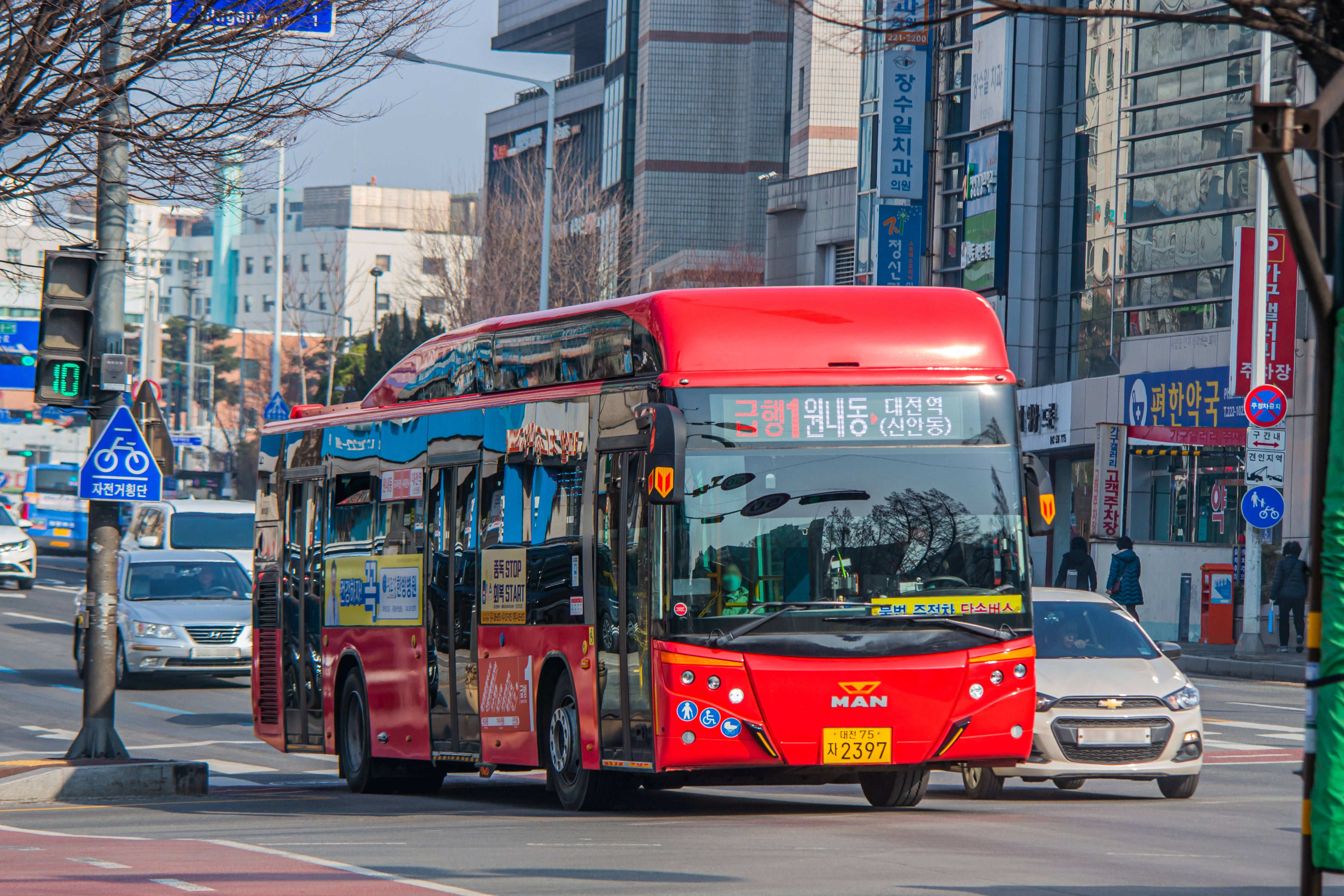
급행 1번

## 같이 보기
- 동건운수